# Will Conrad
Pour les articles homonymes, voir Conrad.
Will Conrad, de son vrai nom Vilmar Conrado est un illustrateur d'origine brésilienne né à Belo Horizonte le 3 décembre 1973 et plus spécialement dessinateur de comics.

## Biographie
Vilmar Conrado est né à Belo Horizonte en 1973.

## Œuvre
- Dark Avengers, scénario de Matt Fraction et Brian Michael Bendis, dessins de Mike Deodato Jr., Terry Dodson, Will Conrad et Luke Ross, Panini Comics, collection Marvel Deluxe
  1. Les Vengeurs noirs, 2012  (ISBN 978-2-8094-2354-9)
  2. L'Homme-molécule, 2013  (ISBN 978-2-8094-2819-3)
- Kull, scénario d'Arvid Nelson, dessins de Will Conrad, Panini Comics, collection Dark Horse Comics
  1. Le Royaume des chimères, 2010  (ISBN 978-2-8094-1333-5)
- Marvel Icons,Panini Comics, collection Marvel Comics
  1.  Ascension, scénario de Brian Michael Bendis, Matt Fraction et Jonathan Hickman, dessins de Mike Deodato Jr., Steve Epting, Barry Kitson, Will Conrad et Salvador Larroca, 2012  (ISBN 978-2-8094-2580-2)
- Marvel Stars, Panini Comics, collection Marvel Kiosque
  1.  Mission accomplie, scénario de Jeff Parker, Ed Brubaker et Greg Pak, dessins de Paul Pelletier, Will Conrad, Kev Walker et Jesse Delperdang, 2011  (ISBN 978-2-8094-1869-9)
  2.  Les Retrouvailles, scénario d'Ed Brubaker et Jonathan Hickman, dessins d'Alessandro Vitti, Will Conrad et Mike Deodato Jr., 2011  (ISBN 978-2-8094-2193-4)
- Red Sonja, Panini Comics, collection Dynamite
  1.  Red Sonja contre Thulsa Doom, scénario de Peter David et Luke Lieberman, dessins de Will Conrad, 2008  (ISBN 978-2-8094-0322-0)
- Serenity: Those Left Behind
- Serenity: Better Days
- Star Wars - Le côté obscur, Delcourt, collection Contrebande
  1.  La Ballade de Jango Fett, scénario de Peter Alilunas et Haden Blackman, dessins de Will Conrad et Ramon Bachs, 2009  (ISBN 978-2-7560-1914-7)
- Wolverine, Panini Comics, collection Marvel Comics
  1.  L'Heure des comptes (3), scénario de Daniel Way, dessins de Will Conrad, 2011
- X-Men Universe, Panini Comics, collection Marvel Comics
  1.  Rapprochements, scénario de Rick Remender, Victor Gischler et Marjorie Liu, dessins de Will Conrad, Mike Perkins, Robbi Rodriguez, Jerome Opeña, Esad Ribic et Steve Kurth, 2012  (ISBN 978-2-8094-2766-0)